# Ritorno del figliol prodigo (Guercino Torino)
Il ritorno del figliol prodigo è un dipinto a olio su tela (192 × 203 cm) di Giovanni Francesco Barbieri, detto Guercino, e conservato nella Galleria Sabauda (Torino).

## Storia
Quest'opera, insieme a Susanna e i vecchioni (Museo del Prado, Madrid), a Lot e le figlie (Monastero dell'Escorial) fa parte del gruppo di dipinti eseguiti dal Guercino per il cardinale Alessandro Ludovisi, arcivescovo di Bologna (e futuro papa Gregorio XV). Carlo Cesare Malvasia nella Felsina Pittrice la cita, accanto a Susanna e i vecchioni e a San Pietro che resuscita Tabita (Palazzo Pitti): «Fù chiamato dall'eminentissimo Sig. Cardinale Ludovisio di Bologna, che fu poi Gregorio XV, e per lui fece diversi quadri cioè: Un S. Pietro che resuscita una fanciulla [...] Una Susanna... Un figliol prodigo, che furono opre maggiori dell'aspettatione del medesimo Sig. Cardinale.» Tuttavia, nelle sue note manoscritte, Malvasia menziona Susanna e i vecchioni, Lot e le figlie e Il ritorno del figliol prodigo, omettendo il San Pietro che resuscita Tabita. Secondo Denis Mahon, i tre dipinti commissionati dal cardinale Ludovisi sono: Lot e le figlie, Susanna e i vecchioni e Il ritorno del figliol prodigo, eseguiti nel 1617. A questo ciclo di opere seguì il viaggio del pittore a Venezia, nei primi mesi del 1618; al ritorno a Bologna, eseguì il San Pietro resuscita Tabita. Il ritorno del figliol prodigo non compare nei due inventari della Collezione Ludovisi: il primo redatto nel 1623, alla morte di papa Gregorio XV, e il secondo nel 1633, alla morte del cardinale Ludovico Ludovisi. La causa di tale omissione potrebbe essere il fatto che il dipinto fu donato molto precocemente al duca di Savoia Carlo Emanuele I. Secondo David M. Stone, che cita uno scritto di Giuseppe Campori del 1870, l'opera compare in un inventario della collezione dei duchi di Savoia del 1631. Pasquale Stenta, invece, ha individuato la presenza dell'opera in un inventario del 1635, Nel 1801 il dipinto fu requisito dalle truppe napoleoniche, per poi rientrare a Torino. Fu gravemente danneggiata dallo scoppio dell'impianto di riscaldamento e subì ulteriori danni durante la seconda guerra mondiale.

## Soggetto e descrizione
Il dipinto rappresenta un episodio del Vangelo di Luca (15,11-32), noto come la parabola del figliol prodigo. Il centro della composizione è dominato dall’abbraccio tra il padre e il figliol prodigo, inginocchiato in primo piano, a torso nudo e con indosso un panno lacero. Il padre, con volto severo ma compassionevole, lo trattiene con una mano sulla spalla e l’altra aperta in un gesto trattenuto, che sembra sospeso tra rimprovero e pietà. Dietro di lui, un servo lo guarda con espressione vigile. La scena si svolge all’esterno di un edificio solenne, con quinte architettoniche che suggeriscono una casa patrizia e introducono una spazialità articolata. Sulla destra, un gruppo di astanti osserva la scena, mentre sulla balconata superiore altri personaggi partecipano alla narrazione, contribuendo alla teatralità dell’insieme. Il bastone abbandonato in basso, accanto al figlio inginocchiato, allude alla durezza del viaggio affrontato e all’umiliazione del ritorno. La luce, calda e radente, modella i corpi e sottolinea i contrasti emotivi, mentre i colori ricchi – in particolare il blu e il rosso delle vesti del padre – conferiscono solennità e densità drammatica all’evento.

## Stile
L'opera, datata 1617, appartiene alla fase giovanile di Guercino e ne esemplifica il linguaggio ancora in formazione, ma già personale. La composizione rivela una conoscenza approfondita del naturalismo emiliano, in particolare di Ludovico Carracci, nella resa attenta delle fisionomie, dei gesti e della disposizione delle figure nello spazio. L’articolazione dell’ambiente architettonico, con quinte e colonne che inquadrano la scena, conferisce ordine alla narrazione e suggerisce un interesse per soluzioni compositive di ascendenza classica. Nonostante in passato sia stata suggerita un'influenza caravaggesca per la forte resa plastica delle figure e per l’impatto emotivo della scena, tale ipotesi è da respingere: nel 1617 Guercino non aveva ancora avuto modo di vedere opere di Caravaggio. L'espressività intensa dei personaggi e il chiaroscuro drammatico sono quindi da ricondurre a fonti locali e a una personale sensibilità narrativa, piuttosto che a un’influenza diretta del pittore lombardo. Infine, il colore vivido e caldo, che anima superfici e tessuti, mostra una precoce apertura verso la pittura veneta. Benché Guercino si sia recato a Venezia solo nel 1618, è possibile che ne abbia già percepito l'influsso attraverso la mediazione dei pittori ferraresi, come Scarsellino, Dosso Dossi e Carlo Bononi. Quest’ultimo fu da lui profondamente ammirato: «non potea frenar le lagrime in segno di ammirazione e di giubilo» quando contemplava commosso l'Incoronazione della Vergine di Santa Maria in Vado.